# Ochthera borealis
Ochthera borealis är en tvåvingeart som beskrevs av Clausen 1977. Ochthera borealis ingår i släktet Ochthera och familjen vattenflugor. Inga underarter finns listade i Catalogue of Life.